# Callobius enus
Callobius enus es una especie de araña araneomorfa del género Callobius,  familia Amaurobiidae. Fue descrita científicamente por Chamberlin & Ivie en 1947.

## Distribución
Se encuentra en Canadá y en los estados de Washington, Oregón, Idaho y Montana en Estados unidos. La especie se mantiene activa durante los meses de julio y agosto.

## Descripción
La hembra de la especia llega a medir 11,30 mm de longitud y el macho 8,20 mm.